# Randolph Carters berättelse
Randolph Carters berättelse (engelsk originaltitel The Statement of Randolph Carter) är en kort skräcknovell av H. P. Lovecraft.
Novellen skrevs under december 1919 och publicerades i tidningen The Vagrant i maj 1920. Den handlar om traumatiska händelser hos Randolph Carter, som studerat ockulta ämnen och följer med sin vän Harley Warren till en begravningsplats. Efter att ha lossat en stenplatta går Warren  ner i underjorden. De ska hålla kontakt via fälttelefoner och snart rapporterar Warren att han ser något ohyggligt och monstruöst och ber Carter att lägga tillbaka stenplattan och försvinna.
Enligt Lovecraft var detta en transkribering av en dröm han haft om sig och vännen Samuel Loveman. 
Detta är första novellen med Randolph Carter som huvudperson och han skulle sedan återkomma i flera berättelser.
Novellen översattes till svenska 1992 av Sam J. Lundwall och publicerades i "Midnattsgästerna".